# Jill Ker Conway
Jill Ker Conway, AC (Nova Gales do Sul, 9 de outubro de 1934 - Boston, 1 de junho de 2018) foi uma feminista, historiadora e escritora australiana-estadunidense. Foi eleita pela revista de notícia Time como Pessoa do Ano em 1975, representando as Mulheres Americanas.

## Obras
- Felipe the Flamingo (2006)
- A Woman's Education (2001)
- Women on Power: Leadership Redefined (2001)
- Earth, Air, Fire, Water: Humanistic Studies of the Environment (2000)
- Overnight Float (com Elizabeth Topham Kennan e Clare Munnings) (2000)
- In Her Own Words: Women's Memoirs from Australia, New Zealand, Canada, and the United States (1999)
- When Memory Speaks (1998)
- Modern Feminism: An Intellectual History (1997)
- Written By Herself, vol. 2 (1996)
- Written by Herself (editora) (1995)
- Inventing the Truth: The Art and Craft of Memoir (com Russell Baker e William Zinsser) (1995)
- True North: A Memoir (1995)
- The Politics of Women's Education (com Susan Bourque) (1993)
- Autobiographies of American Women: An Anthology (1992)
- The Road from Coorain (1989)
- Learning About Women (com Susan Bourque e Joan Scott) (1989)
- Utopian Dream or Dystopian Nightmare? Nineteenth Century Feminist Ideas About Equality (1987)
- Women Reformers and American Culture (1987)
- The Female Experience in 18th- and 19th-Century America (1982)
- Women Reformers and American Culture: 1870-1930 (1972)
- Merchants and Merinos (1960)